# 平野長靖
平野 長靖（ひらの ちょうせい、1935年8月24日 - 1971年12月1日）は、日本の自然保護運動家。群馬県利根郡片品村出身。高度経済成長の中、尾瀬を自然破壊から守った人物として有名である。

## 生涯
群馬県立沼田高等学校から1954年に京都大学文学部に進学。大学卒業後は北海道新聞社に入社したが、家業を継承する予定であった弟が死亡したため、1963年に退職。尾瀬沼のほとりにある山小屋「長蔵（ちょうぞう）小屋」の3代目経営者となった。
当時は日本各地で道路建設が相次ぎ、1966年に着工された、大清水から尾瀬へ乗り入れ沼山峠と結ぶ自動車用道路（現在の国道401号線にあたる）建設も進もうとしていた。これに対して平野は1971年7月、発足間もない環境庁の大石武一長官に建設中止を直訴。大石は現地も視察して「尾瀬は国民の宝」として賛同し、尾瀬を貫く道路建設は中止され、自然保護運動が全国に広がるきっかけにもなった。
しかし同年12月1日、尾瀬からの下山中に三平峠で遭難、凍死した。享年36。遺骨は、尾瀬沼の近くの大江湿原の一角にある平野家の墓（ヤナギランの丘）に埋葬された。
平野長蔵は祖父。平野長英（1903年 - 1988年）は実父。平野靖子は実母。平野紀子は妻。平野太郎は実子。

## 著書
- 『尾瀬に死す』（新潮社・1971年、のち社会思想社・現代教養文庫）